# Per Heribertson
Per Erik Edvard Heribertson, född 29 november 1923 i Örebro, död 12 augusti 2012 i Lidingö, var en svensk industridesigner.
Heribertson, som var son till byggmästare Eric Heribertson och Bertha Larsson, avlade ingenjörsexamen vid högre tekniska läroverket i Stockholm 1944. Han var industridesigner och konstruktionschef på belysningsavdelningen vid AB Elektroskandia 1945–1960 och bedrev egen konsulterande verksamhet för industridesign från 1960. Han deltog i ett flertal utländska utställningar, bland annat XI Triennalen i Milano 1957. Han var medlem av Svenska belysningssällskapet och hedersmedlem i föreningen Svenska industridesigners.